# René Lecesve
René Lecesve (Poitiers 1733 - 1791) est un curé rouge et un député aux États généraux de 1789 et premier évêque constitutionnel de la Vienne.

## Biographie
Il était né à Poitiers le 1er novembre 1733. Curé de l'église Saint-Triaire de Poitiers, il fut élu en 1789 député aux États généraux et fut avec Jacques Jallet, l’un des curés poitevins le plus acquis aux idées révolutionnaires ; il eut une influence décisive sur la Constituante lors de l’union des trois ordres en juin 1789. 
À la suite de la fuite vers la Suisse, de l'évêque Martial-Louis de Beaupoil de Saint-Aulaire (lui aussi député du clergé), en raison de son opposition aux mesures anticléricales et gallicanes de la Révolution française, le district de Poitiers fit procéder dès le 27 février 1791 à l’élection d’un évêque constitutionnel pour le département de la Vienne ; ce fut René Lecesve qui fut élu. Lecesve fut sacré à Notre-Dame de Paris le 27 mars par l'archevêque constitutionnel Jean-Baptiste Gobel. 
René Lecesve arriva à Poitiers le 6 avril et participa aussitôt à la réunion des amis de la Constitution.
Il prit possession de la Cathédrale Saint-Pierre de Poitiers le dimanche le 10 avril 1791. 
Quelques jours plus tard, une crise cardiaque le terrassa et il mourut le 22 avril 1791. Il fut enterré dans la cathédrale. Il avait 57 ans. 
Le 14 mai, la Société des amis de la constitution fit célébrer un service funèbre à l’issue duquel il y eut un défilé de la Garde nationale. 
Le premier évêque constitutionnel de Poitiers n'aura exercé sa fonction qu'une dizaine de jours. 
Le décès imprévu de René Lecesve laissa vacant le siège épiscopal du Poitou. Charles Montault-Désilles fut élu le 4 septembre 1791, par une assemblée présidée par son frère Pierre Montault-Désilles et toute acquise à sa candidature. Il fut sacré à Poitiers le 23 octobre par Pierre Suzor, évêque constitutionnel d’Indre-et-Loire.